# Michael Prachensky
Michael Prachensky (* 16. März 1944 in Holzgau) ist ein österreichischer Architekt und Maler.

## Leben
Michael Prachensky wurde in eine Künstlerfamilie geboren, Theodor Prachensky (1888–1970) war Architekt, Wilhelm Nicolaus Prachensky (1898–1956) war Architekt und Maler, Manfred Prachensky (1914–1959) war Architekt, und Markus Prachensky (1932–2011) als Architekt, sein Vater Hubert Prachensky (1916–2009) war Architekt. Seine Söhne sind Alexander Prachensky (* 1966) als DI-Art, Andreas Prachensky (* 1969) als Architekt und Mathias Prachensky (* 19xx) arbeitet zu Film und Fotografie.
Michael Prachensky wuchs in Holzgau und Innsbruck auf. Nach dem Kindergarten und der Volksschule in Innsbruck besuchte er die private Hauptschule Stephaneum sowie das Internat der Schulbrüder in Bad Goisern und besuchte von 1957 bis 1962 die HTL Innsbruck Hochbau (heute HTL Bau und Design Innsbruck) bei Fritz Prior, Hans Nagiller und Norbert Heltschl, seine Mitschüler waren Hanno Schlögl, Dieter Mathoi, Herbert Karrer, Peter Margreiter und Heinz Pedrini.
Von 1962 bis 1967 studierte er Architektur an der Technischen Hochschule Stuttgart bei Horst Linde, Fritz Leonhardt, Frei Otto und Rolf Gutbrod.
Ab 1967 war er ständiger Mitarbeiter im Architekturbüro seines Vaters Hubert Prachensky. 1976 erhielt er die Ziviltechnikerbefugnis und wurde 1985 Architekt in Innsbruck und gründete 1990 sein eigenes Architekturbüro in der Villa Rosenhof in Innsbruck-Mühlau. 1992 gründete er die Planning Group International im Prachenskyhof in Seefeld in Tirol. 1993 gründete er sein deutsches Architekturbüro in Sülzfeld in Thüringen.
1983 erhielt er für zwei Jahre einen Lehrauftrag an der Universität Innsbruck.
1986 wurde er Mitglied der Österreichischen Architektenkammer und 1993 Mitglied der Deutschen Architektenkammer.

## Anerkennungen
- 2004 Staatspreis Consulting Ingenieurconsulting ZT ARGE Michael Prachensky & Falko Ducia mit dem Projekt Talpino Öko Trans
- 2005 Neptun Wasserpreis
- 2016 Mitglied der Europäischen Akademie der Wissenschaften und Künste

## Realisierungen
- 1968 Prachenskyhof Seefeld als Atelier- und Hotelbetrieb
- 1976 Sport- und Kongresszentrum Seefeld als Arge Hubert Prachensky & Ernst Heiss, Michael Prachensky als Projektleiter
- 2003 Power Plobb Abwasserkraftwerk Seefeld[1]
- 2007 Mietwohnanlage Pfarrersgrund Seefeld als Arge Prachensky Schramer Wurnig
- 2016 Jüdische Gedenkstätte Seefeld

## Publikation
- mit Daria Daniaux: Prachensky. Ich bin kein Wandbehübscher. Biografie, Bildband, Unterstützt von der Kulturabteilung des Landes Tirol, Geleitwort von Landeshauptmann Toni Mattle, Vorwort von Daria Daniaux, Berenkamp, Wattens 2022, ISBN 978-3-85093-427-5.